# خانه داد
خانه داد مربوط به دوره پهلوی است و در تفت، محله غیاث آباد واقع شده و این اثر در تاریخ ۲۸ اسفند ۱۳۸۶ با شمارهٔ ثبت ۲۲۷۶۶ به‌عنوان یکی از آثار ملی ایران به ثبت رسیده‌است.